# Desselbrunn
Desselbrunn est une commune autrichienne, située dans le district de Vöcklabruck et la région Haute-Autriche. Desselbrunn se trouve à l’est de Vöcklabruck et est limitrophe du district administratif de Gmunden. Ses habitants sont appelés Desselbrunner.

## Description
Desselbrunn comprend 17 localités dont la plus petite, Hofstätten n’a que trois maisons.
Desselbrunn est en bordure des trois rivières Ager, Traun et Aurach. Malgré sa situation périphérique, l'autoroute A1, qui se trouve à quelques kilomètres du centre de Desselbrunn, facilite les communications entre la Haute-Autriche, Salzbourg et Vienne.

## Histoire
Vers 700, les premiers habitants s’installent autour de Desselbrunn. En 1185, le nom de la commune est mentionné pour la première fois dans un document officiel (Admonter Traditionsnotiz). En 1490, on construit une église gothique qui sera rénovée et agrandie de 1957 à 1964. En 1752, on y installe une mission pour favoriser la conversion des protestants au catholicisme. De 1752 à 1754, 139 protestants doivent quitter Desselbrunn. Au début du XIXe siècle, pendant les guerres napoléoniennes, la soldatesque française passe par la localité.
Pendant la Première Guerre mondiale, Desselbrunn perd 34 habitants. En 1944, la commune est attaquée par l’armée de l’air. À la fin de la Seconde Guerre mondiale, on compte un total de 54 morts et 16 disparus parmi les habitants de Desselbrunn.
Pendant la deuxième moitié du XXe siècle, quelques bâtiments publics sont construits, comme la poste (fermée en 2003), la marie ou le bâtiment pour les pompiers volontaires.